# Мосягина, Раиса Андреевна
Раиса Андреевна Мосягина (6 октября 1934 — 20 февраля 2022) — передовик советской промышленности, мастер научно-производственного объединения имени С. М. Кирова Министерства машиностроения СССР, город Пермь. Герой Социалистического Труда (1975).

## Биография
Родилась 20 марта 1936 года в селе Александровка Панинского района Воронежской области. Русская.
В 1948 году осталась сиротой (отец погиб в период Великой Отечественной войны, мать умерла), после чего её воспитывала тётя. В 1953 году окончила семь классов школы и переехала в Воронеж, где поступила в ремесленное училище.
Получила специальность аппаратчицы и по окончании училища в 1955 году была направлена на работу в город Молотов (ныне Пермь) на завод имени С. М. Кирова. Работала прессовщицей в мастерской № 1 цеха № 5. В конце 1956 года перешла работать аппаратчицей на участок суховальцованных паст, где производились специальные краски для покраски самолётов. В 1959 году окончила школу рабочей молодёжи № 3. В 1962 году перешла работать в новую мастерскую № 11.
В 1965 году назначена мастером. В 1966 году Раиса Андреевна становится начальником смены, в этом же году была избрана делегатом XХІІІ съезда КПСС. Ей первой в цехе присвоили звание «Ударник коммунистического труда». В 1968 году окончила трёхгодичную школу мастеров, организованную при заводе. Признавалась лучшим мастером предприятия, лучшим мастером Пермской области. В 1975 году всей смене Раисы Андреевны присвоено звание «Смена коммунистического труда».
Указом Президиума Верховного Совета СССР («закрытым») от 8 сентября 1975 года за выдающиеся трудовые достижения Мосягиной Раисе Андреевне присвоено звание Героя Социалистического Труда с вручением ордена Ленина и золотой медали «Серп и Молот».
Продолжала работать на прежней должности. С 1987 года — персональный пенсионер союзного значения, но продолжала трудиться на заводе до 1993 года. Позднее переехала по месту жительства дочери в Екатеринбург.
Избиралась депутатом городского и районного Советов народных депутатов, членом парткома, членом профкома, была председателем совета наставников завода, председателем цехового комитета профсоюза. Депутат Верховного Совета СССР 9-го созыва. Награждена орденом Ленина (08.09.1975), медалями, знаками «Отличник социалистического соревнования Министерства общего машиностроения СССР» (1958), «Ударник коммунистического труда». Почётный гражданин Перми (1983).
Жила в Верх-Исетском районе Екатеринбурга.
Умерла 20 февраля 2022 года. Похоронена на Широкореченском кладбище.

## Награды
- Медаль «Серп и Молот» (08.09.1975);
- Орден Ленина (08.09.1975).
- Медаль «В ознаменование 100-летия со дня рождения Владимира Ильича Ленина» (06.04.1970)